# Jorunn
Jorunn är ett fornnordiskt namn där Jor betyder härskare, hövding eller hingst.  Unn kommer från order unna som betyder älska, att älska.
År 1986 infördes namnet i svenska almanackan på den 13 juli, men utgick 1993.
År 2017 fanns det 329 kvinnor i Sverige med förnamnet Jorunn, varav 204 hade det som tilltalsnamn/förstanamn .